# فهد الجلاجل
فهد بن عبد الرحمن بن داحس الجلاجل وزير الصحة السعودي منذ 15 أكتوبر 2021، وعضو المجلس الصحي السعودي ورئيس لجنة برنامج تحول القطاع الصحي ورئيس مجلس أمناء الهيئة السعودية للتخصصات الصحية، كما يرأس مجالس الإدارة -الأمناء لـ 27 هيئة ومركزًا ولجنةً تحت مظلة القطاع الصحي، كما يشغل منصب رئيس مجلس إدارة الهيئة العامة للغذاء والدواء منذ 29 مايو 2022.

## نشأته وتعليمه
ولد فهد الجلاجل في عام 1978 وتلقى تعليمه في المملكة العربية السعودية، حيث حصل على درجة البكالوريوس في علوم الحاسب الآلي من جامعة الملك سعود بالرياض، ودرجة الماجستير في علوم الحاسب الآلي من جامعة سانت جوزيف في ولاية بنسلفانيا، وحصل على شهادة تنفيذية في القيادة والإدارة من كلية سلوان للإدارة لمعهد ماساتشوستس للتكنولوجيا في الولايات المتحدة.

## حياته العملية
في 15 أكتوبر 2021، عُيِّن الجلاجل وزيرًا للصحة، بعدما كان نائبًا لوزير الصحة للتخطيط والتطوير عام 2016. وفي عام 2012، عُيِّنَ وكيلًا لشؤون المستهلك في وزارة التجارة والصناعة (وزارة التجارة حاليًا)، وكان مستشار وزير التجارة والصناعة والمشرف العام على تقنية المعلومات في الوزارة،  ومدير عام تقنية المعلومات المكلف في الهيئة العامة للاستثمار (وزارة الاستثمار حاليًا) ومدير الشبكات والتشغيل فيها، وكان مدير مشروع نظم التشغيل مفتوحة المصدر (جمعية الحاسبات ومدينة الملك عبد العزيز للعلوم والتقنية).
في عام 1998، أدار الجلاجل مشروع نظم التشغيل مفتوحة المصدر في مدينة الملك عبد العزيز للعلوم والتقنية، حيث أشرف على مشروع تعريب نظم التشغيل الآمنة مفتوحة المصدر في كل من جمعية الحاسبات السعودية ومدينة الملك عبد العزيز للعلوم والتقنية، وقُدم المشروع على خادم الحرمين الشريفين الملك عبد الله بن عبد العزيز آل سعود -رحمه الله- في المنتدى التقني الأول.
انتقل للعمل في الهيئة العامة للاستثمار (وزارة الاستثمار حاليًا) في عام 2001م، حيث تولى مهام مدير الشبكات والتشغيل. وفي العام 2007م، عُيّن مديرًا عاماً لتقنية المعلومات، وقد ساهم خلال هذه الفترة في قيادة مبادرة (one stop shop)  - المركز الموحد لخدمة المستثمرين الأجانب بهدف ربط خدمات الجهات الحكومية التي يحتاجها المستثمر في مراكز الخدمة الشاملة المنتشرة في كل من الرياض، الدمام وجدة، مما ساهم في تحسين التصنيف العالمي لبيئة الاستثمار في المملكة.
في عام 2008، عمل الجلاجل في وزارة التجارة والصناعة (وزارة التجارة حاليًا) مستشاراً لمعالي الوزير حتى تم تكليفه في عام 2012 وكيلاً لوزارة التجارة والصناعة لشؤون المستهلك، وقد عمل على تطوير الأنظمة الرقابية ورفع رضا المستهلكين لتحقيق أهداف واستراتيجيات وزارة التجارة والصناعة آنذاك.
وخلال فترة خدمته في وزارة التجارة، ساهم في إنشاء الخدمات الإلكترونية بوزارة التجارة والصناعة حيث تم إطلاق 29 خدمة من أهمها الخدمات التفاعلية المتكاملة لحجز الاسم التجاري وإصدار السجل التجاري إلكترونياً، كذلك تم توفير أكثر من 25 خدمة إلكترونية للقطاع الصناعي، أبرزها خدمة إصدار الرخصة الصناعية عن طريق الإنترنت وإيصال الرخصة الصناعية للمستفيد النهائي عن طريق الناقل البريدي وجميع الخدمات تتم دون الحاجة لمراجعة مقرات الوزارة.

## المجالس واللجان

### المجالس واللجان الحالية:
- عضو مجلس الوزراء.
- عضو مجلس الشؤون الاقتصادية والتنمية.
- رئيس اللجنة الوزارية للسلامة المرورية.
- رئيس المجلس الصحي السعودي.
- رئيس مجلس إدارة الهيئة العامة للغذاء والدواء.
- رئيس مجلس إدارة هيئة الهلال الأحمر السعود.
- رئيس مجلس أمناء الهيئة السعودية للتخصصات الصحية.
- رئيس مجلس الضمان الصحي.
- رئيس مجلس إدارة هيئة الصحة العامة (وقاية).
- رئيس مجلس إدارة شركة صحة القابضة.
- رئيس مجلس إدارة الشركة الوطنية للشراء الموحد للأدوية والأجهزة والمستلزمات الطبية (نوبكو).
- رئيس مجلس إدارة مركز التأمين الصحي الوطني.
- رئيس لجنة برنامج تحول القطاع الصحي.
- رئيس اللجنة الوطنية لمكافحة التبغ.
- رئيس مجلس إدارة المركز الوطني لتعزيز الصحة النفسية.
- رئيس مجلس إدارة المركز السعودي لسلامة المرضى.
- رئيس مجلس إدارة صندوق الوقف الصحي.
- رئيس اللجنة الدائمة لمواجهة الجوائح والأوبئة.
- رئيس لجنة الأمن السيبراني للقطاع الصحي.
- رئيس مجلس إدارة المدن الطبية والمستشفيات التخصصية.
- رئيس مجلس إدارة المعهد الوطني السعودي لأبحاث الصحة.
- رئيس المركز السعودي لاعتماد المنشآت الصحية CBAHI.
- رئيس مجلس إدارة الجمعية الوطنية للخدمات المجتمعية (أجواد).
- رئيس اللجنة الإشرافية للتخصيص في قطاع الصحة.

### المجالس واللجان السابقة:
- رئيس اللجنة التوجيهية للتحول الوطني بوزارة الصحة.
- رئيس لجنة التعاملات الإلكترونية بوزارة الصحة.
- رئيس لجنة الترميز الطبي بوزارة الصحة.
- رئيس اللجنة التنفيذية للمركز السعودي لسلامة المرضى.
- رئيس مجلس إدارة شركة لين لحلول الأعمال.
- عضو اللجنة التنفيذية لشركة الصحة القابضة.
- عضو لجنة الوكلاء التحضيرية للجنة التموين الوزارية.
- عضو مجلس الجمعيات التعاونية.
- عضو مجلس الهيئة العامة للمواصفات والمقاييس والجودة.
- عضو مجلس منطقة الرياض.
- عضو لجنة الحج الفرعية.
- عضو اللجنة الإدارية لمركز كفاءة الطاقة.
- عضو البرنامج الوطني لكفاءة الطاقة.
- عضو هيئة تطوير مكة المكرمة والمشاعر المقدسة.
- عضو لجنة الاعتماد عضو مجلس إدارة المؤسسة العامة لصوامع الغلال ومطاحن الدقيق.
- عضو مجلس حماية المنافسة.
- عضو مجلس إدارة شركة ثقة.
- عضو مجلس الهيئة العربية للمواصفات والمقاييس والجودة.
- عضو مجلس إدارة المجلس الصحي السعودي.
- عضو مجلس إدارة الهيئة العامة للغذاء والدواء.
- عضو مجلس الهيئة العامة للسياحة والآثار.
- عضو مجلس إدارة صندوق تنمية الموارد البشرية.
- عضو اللجنة التحضيرية للجنة التموين الوزارية.
- عضو مجلس إدارة المؤسسة العامة للخطوط الجوية العربية السعودية.
- عضو مجلس إدارة شركة تمكين عضو مجلس إدارة شركة تكامل القابضة.
- عضو مجلس إدارة شركة جدة للتنمية والتطوير العمراني.
- عضو لجنة الإشراف والمتابعة لمكتب الإشراف على تنفيذ الخطة الوطنية للتوظيف.
- عضو مجلس إدارة هيئة الهلال الأحمر السعودي عضو اللجنة الوطنية للتحول الرقمي.
- عضو مجلس إدارة المركز السعودي لسلامة المرضى.
- عضو مجلس الضمان الصحي.
- عضو المجلس التنفيذي للمدن الطبية.
- عضو المجلس التنفيذي للمدن الطبية.
- عضو مجلس الضمان الصحي.
- عضو مجلس إدارة المؤسسة العامة للخطوط السعودية.
- عضو مجلس حماية المنافسة.
- عضو مجلس إدارة المؤسسة العامة لصوامع الغلال ومطاحن الدقيق.[12] و«شركة جدة للتنمية والتطوير العمراني».[13]